# Emmenomma beauchenicum
Emmenomma beauchenicum är en spindelart som beskrevs av Usher 1983. Emmenomma beauchenicum ingår i släktet Emmenomma och familjen mörkerspindlar.
Artens utbredningsområde är Falklandsöarna. Inga underarter finns listade i Catalogue of Life.